# Coppa Toto
La Coppa Toto (in ebraico גביע הטוטו‎?, Gvia HaToto) è una competizione calcistica israeliana. Con questo nome vengono indicate le due coppe di lega del campionato israeliano, ciascuna destinata ad una delle prime due serie nazionali:  Ligat ha'Al (massima divisione) e Liga Leumit (seconda divisione).
La competizione fu istituita nel 1982 come Coppa di Lega, mentre a partire dal 1984 assunse il nome di Coppa Toto e fu divisa in due distinte competizioni, una per le squadre di prima divisione e una per quelle delle serie minori.
Nel 1999 venne creata la Ligat ha'Al, che divenne la massima divisione nazionale, mentre la Liga Leumit, che fino a quel momento aveva svolto il ruolo di prima divisione nazionale, venne declassata a seconda serie. Le squadre appartenenti a queste due divisioni vennero accorpate in un'unica coppa di lega (Coppa Toto Al/Leumit), tuttavia questa formula durò solo fino al 2004, quando vennero istituite tre competizioni, una per la prima divisione, una per la seconda e una per la terza, all'epoca costituita dalla Liga Artzit.
Con la soppressione di quest'ultima (sostituita dalla Liga Alef), nel 2009, è stata abolita anche la Coppa Toto relativa alla terza divisione.

## Albo d'oro

### Coppa di Lega (1982-1984)
| Anno    | Campione        | Risultato | Finalista          |
| ------- | --------------- | --------- | ------------------ |
| 1982-83 | Maccabi Netanya | 3-1       | Hapoel Be'er Sheva |
| 1983-84 | Maccabi Netanya | 3-1       | Hapoel Be'er Sheva |

### Coppa Toto Leumit & Coppa Toto Artzit (1984-1998)
| Anno    | Coppa Toto Leumit   | Coppa Toto Artzit   |
| ------- | ------------------- | ------------------- |
| 1984-85 | Maccabi Yavne       | Hapoel Ashkelon     |
| 1985-86 | Hapoel Petah Tiqwa  | Hapoel Hadera       |
| 1986-87 | Shimshon Tel Aviv   | Hapoel Haifa        |
| 1987-88 | Shimshon Tel Aviv   | Hapoel Bat Yam      |
| 1988-89 | Hapoel Be'er Sheva  | Hapoel Hadera       |
| 1989-90 | Hapoel Petah Tiqwa  | Maccabi Petah Tiqwa |
| 1990-91 | Hapoel Petah Tiqwa  | Maccabi Petah Tiqwa |
| 1991-92 | Bnei Yehuda         | Maccabi Giaffa      |
| 1992-93 | Maccabi Tel Aviv    | Maccabi Giaffa      |
| 1993-94 | Maccabi Haifa       | Beitar Tel Aviv     |
| 1994-95 | Maccabi Petah Tiqwa | Hapoel Bat Yam      |
| 1995-96 | Hapoel Be'er Sheva  | Hakoah Ramat Gan    |
| 1996-97 | Bnei Yehuda         | Hakoah Ramat Gan    |
| 1997-98 | Beitar Gerusalemme  | Maccabi Giaffa      |
| 1998-99 | Maccabi Tel Aviv    | Hakoah Ramat Gan    |

### Coppa Toto Al/Leumit & Coppa Toto Artzit (1999-2004)
| Anno      | Coppa Toto Al/Leumit | Coppa Toto Artzit |
| --------- | -------------------- | ----------------- |
| 1999-2000 | Maccabi Petah Tiqwa  | Hapoel Ramat Gan  |
| 2000-01   | Hapoel Haifa         | Maccabi Kfar Kana |
| 2001-02   | Hapoel Tel Aviv      | Hapoel Ashkelon   |
| 2002-03   | Maccabi Haifa        | Hapoel Ashkelon   |
| 2003-04   | Maccabi Petah Tiqwa  | Ironi R. HaSharon |

### Coppa Toto Al, Coppa Toto Leumit & Coppa Toto Artzit (2004 - 2009)
| Anno    | Coppa Toto Al       | Coppa Toto Leumit  | Coppa Toto Artzit        |
| ------- | ------------------- | ------------------ | ------------------------ |
| 2004-05 | Maccabi Petah Tiqwa | Maccabi Netanya    | Hapoel Ashkelon          |
| 2005-06 | Maccabi Haifa       | Hapoel Acre        | Hapoel Ramat Gan         |
| 2006-07 | Maccabi Herzliya    | Ironi K. Shmona    | Hapoel Ramat Gan         |
| 2007-08 | Maccabi Haifa       | Hapoel Petah Tiqwa | Maccabi Ironi Kiryat Ata |
| 2008-09 | Maccabi Tel Aviv    | Hapoel Be'er Sheva | Hapoel Marmorek          |

### Coppa Toto Al & Coppa Toto Leumit (dal 2009)
| Anno    | Coppa Toto Al       | Coppa Toto Leumit  |
| ------- | ------------------- | ------------------ |
| 2009-10 | Beitar Gerusalemme  | Ironi K. Shmona    |
| 2010-11 | Ironi K. Shmona     | Ironi R. HaSharon  |
| 2011-12 | Ironi K. Shmona     | Hapoel Ramat Gan   |
| 2012-13 | Hapoel Haifa        | H. Rishon LeZion   |
| 2013-14 | Non disputata       | Non disputata      |
| 2014-15 | Maccabi Tel Aviv    | Hapoel Bnei Lod    |
| 2015-16 | Maccabi Petah Tiqwa | Hapoel Ashkelon    |
| 2016-17 | Hapoel Be'er Sheva  | Maccabi Sha'arayim |
| 2017-18 | Maccabi Tel Aviv    | Hapoel Afula       |
| 2018-19 | Maccabi Tel Aviv    | Hapoel Katamon G.  |
| 2019-20 | Beitar Gerusalemme  | Hapoel Ramat Gan   |
| 2020-21 | Maccabi Tel Aviv    | Hapoel Nof HaGalil |
| 2021-22 | Maccabi Haifa       | Beitar Tel Aviv    |
| 2022-23 | Maccabi Netanya     | H. Rishon LeZion   |
| 2023-24 | Maccabi Tel Aviv    | Ironi Tiberias     |
| 2024-25 | Maccabi Tel Aviv    | Maccabi Haifa      |

## Vittorie per squadra
Si riportano le vittorie e le finali della Coppa di Lega della massima divisione.
| Squadra             | Vittorie | Finali giocate |
| ------------------- | -------- | -------------- |
| Maccabi Tel Aviv    | 9        | 12             |
| Maccabi Haifa       | 6        | 10             |
| Hapoel Petah Tiqwa  | 4        | 5              |
| Maccabi Petah Tiqwa | 4        | 4              |
| Beitar Gerusalemme  | 3        | 6              |
| Maccabi Netanya     | 3        | 5              |
| Hapoel Be'er Sheva  | 2        | 7              |
| Bnei Yehuda         | 2        | 4              |
| Shimshon Tel Aviv   | 2        | 2              |
| Ironi K. Shmona     | 2        | 3              |
| Hapoel Haifa        | 2        | 3              |
| Hapoel Tel Aviv     | 1        | 3              |
| Maccabi Herzliya    | 1        | 1              |
| Maccabi Yavne       | 1        | 1              |
| Ashdod              | -        | 4              |
| Hapoel Kfar Saba    | -        | 2              |
| Beitar Tel Aviv     | -        | 1              |
| Bnei Sakhnin        | -        | 1              |
| Hapoel Ra'anana     | -        | 1              |